# Kristinehamn
Kristinehamn ist eine Stadt in der mittelschwedischen Provinz Värmlands län und der historischen Provinz Värmland. Sie ist Hauptort der gleichnamigen Gemeinde und liegt am Nordufer des Sees Vänern.

## Geschichte

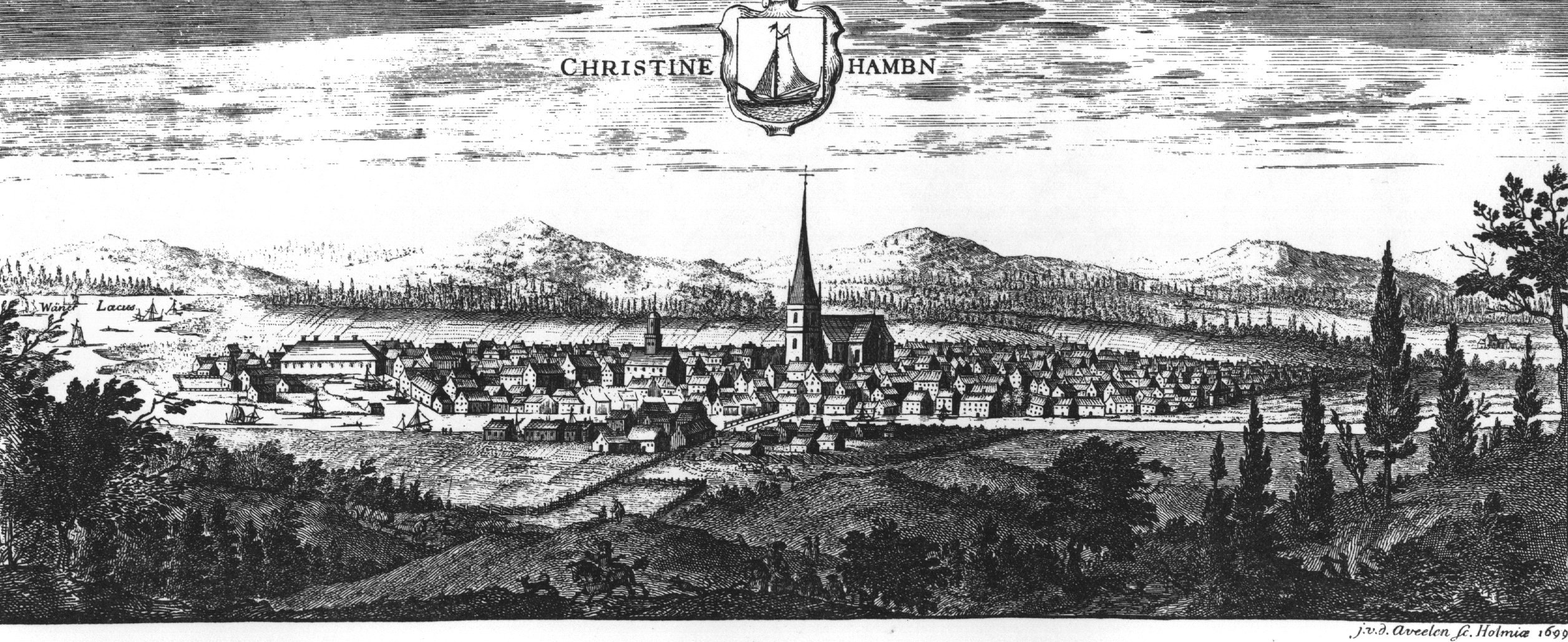
Christinehamn gegen Ende des 17. Jahrhunderts

Der Kern der Stadt waren der Hafen und der Marktplatz. Die Stadt wurde 1582 unter dem Namen Bro gegründet und erhielt mit ihrer Umbenennung in Kristinehamn 1642 letztendlich die Stadtrechte.
Die Geschichte der Stadt ist stark mit einem holländischen Schiffstyp, dem Boeier, aus dem 16. Jahrhundert verbunden. Mit diesen Schiffen wurden die Rohmetalle der Region Bergslagen nach Kristinehamn gebracht. Aus diesem Grund ist auch ein Boeier im Stadtwappen abgebildet.
Da keines der historischen Schiffe erhalten blieb, entschloss man sich 1997 zu einem Nachbau. Nach der Jungfernfahrt am 18. Juni 2005 wurde die Christine af Bro zu einer Attraktion für einheimische und ausländische Touristen. Das Schiff macht hauptsächlich Touren auf dem See Vänern, kann aber auch von größeren Gesellschaften für längere Reisen gebucht werden.
In den 1960ern und 1970ern wurden Segelyachten und Motorboote in der Werft Albin Marin AB gebaut, darunter die Typen Albin Accent und Albin Vega.

## Verkehr
Die Hauptverkehrswege sind die Europastraße 18, die von Stockholm nach Oslo führt, und der Riksväg 26.
Die Stadt hat einen Bahnhof an der Värmlandsbana Laxå–Eda. Die Inlandsbahn hat hier ihren Ausgangspunkt, allerdings sind heute weite Teile ab Nykroppa bis Mora stillgelegt.

## Kultur

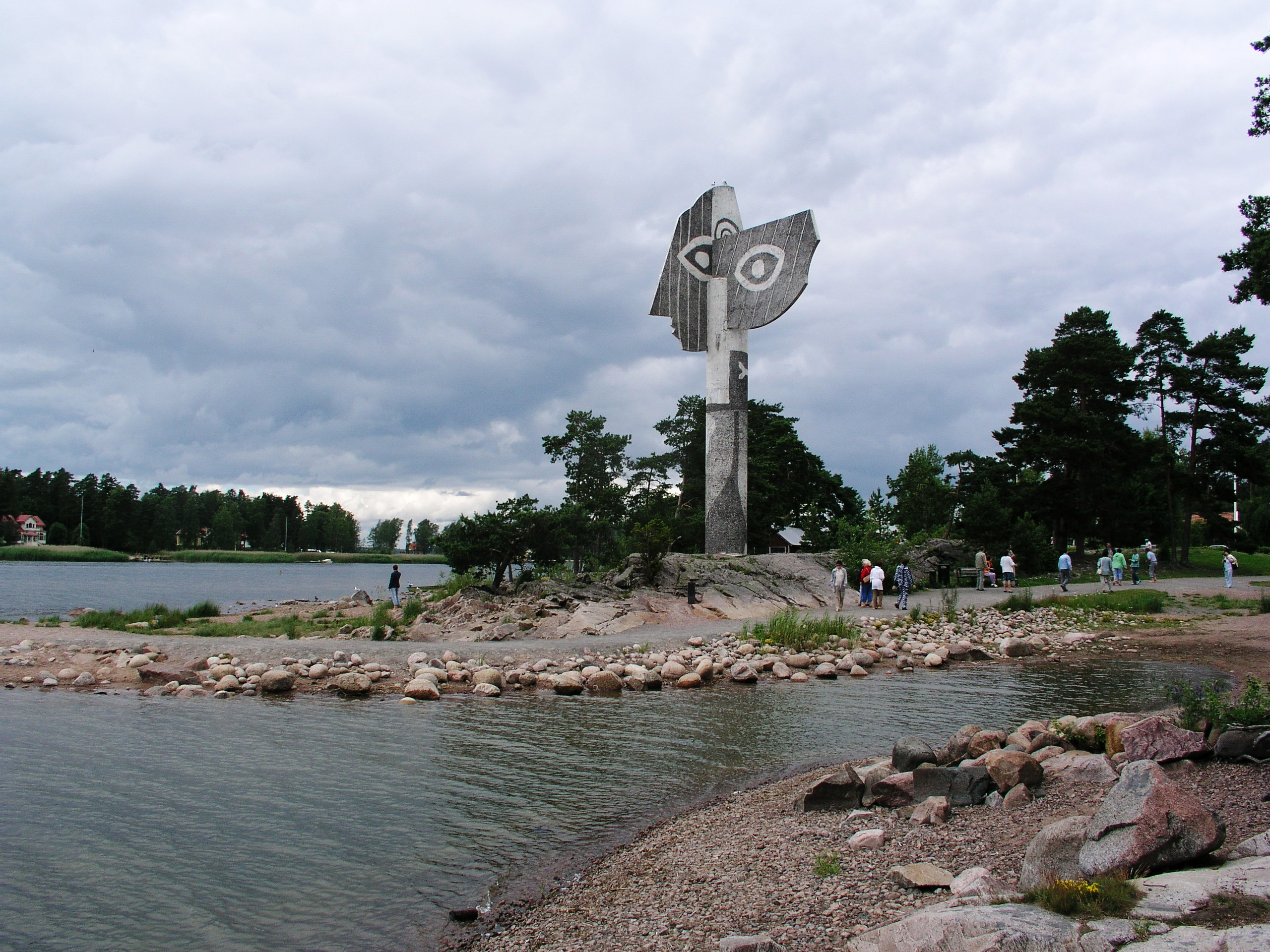
Picassostatue am Ufer des Vänern

In Kristinehamn befindet sich eine größere Ausstellung von Skulpturen Pablo Picassos. Die bekannteste davon ist die monumentale Skulptur auf der Landzunge Strandudden. Sie ist 15 m hoch und wurde 1965 errichtet. Die ersten Skizzen dafür zeichnete Picasso in den 1950er Jahren. Zuerst war vorgesehen, die Statue in der norwegischen Heimatgemeinde des Künstlers Carl Nesjar aufzustellen, der ca. 17 Jahre mit Picasso zusammengearbeitet hatte. Die kommunalen Entscheidungsträger konnten aber keinen Gefallen an den Entwürfen finden.
In Frankreich traf Carl Nesjar später auf den schwedischen Maler Bengt Olson aus Kristinehamn. Als sich die Künstler über die „Statue ohne Heim“ unterhielten, schlug Olson vor, einen Versuch in Kristinehamn zu starten. Auch Picasso war einverstanden unter der Bedingung, dass Nesjar die Statue errichtet und dass sich die ausgesuchte Stelle als passend erweist. Die Gemeinde Kristinehamn war nicht nur zur Aufnahme der Statue bereit, sie bezahlte auch deren Aufbau.

## Söhne und Töchter der Stadt
- Carl Fredrik Fallén (1764–1830), Entomologe und Professor für Naturgeschichte
- Bror Beckman (1866–1929), Komponist
- Annette Carlén-Karlsson (* 1956), Eisschnellläuferin
- Rolf Ekéus (* 1935), Diplomat
- Daniel Karlsson (* 1973), Jazzmusiker
- Bo Christian Larsson (* 1976), Künstler
- Sara Larsson (* 1979), schwedische Fußballnationalspielerin vom KIF Örebro
- Fredrik Ljungkvist (* 1969), Jazzmusiker
- Erik Odeblad (1922–2019), Mediziner
- Ann-Sofie Järnström (* 1949), Eisschnellläuferin
- Sandra Oxenryd (* 1982), Popsängerin
- Torsten Palm (* 1947), Autorennfahrer
- Sofia Pettersson (* 1970), Jazzmusikerin
- Mia Skäringer (* 1976), Filmschauspielerin und Autorin
- Tom Trana (1937–1991), Autosportler und Rallyefahrer